# ラグナル・クラヴァン
ラグナル・クラヴァン（Ragnar Klavan、1985年10月30日 - ）は、エストニア（旧ソビエト連邦）・ヴィリャンディ出身の元サッカー選手。エストニア代表。ポジションはDF。
ラグナル・クラバンと表記される場合もある。

## 経歴
2001年にFCエルヴァでデビュー以降、母国エストニアを始めノルウェーやオランダなどでもプレー。2009年にはAZアルクマールでエールディヴィジ制覇を経験した。2012年にドイツ・ブンデスリーガのFCアウクスブルクへ移籍するとレギュラーを確保し1部リーグ定着に貢献。2014-15シーズンにはリーグ戦全34試合でフル出場を果たした。
2016年7月21日、イングランド・プレミアリーグのリヴァプールFCへ3年契約で移籍。移籍金は420万ポンドでエストニア人選手としては歴代最高額となった。8月14日のアーセナルFC戦でデビューを果たす。2018年1月1日のバーンリーFC戦では決勝点を挙げ勝利に貢献。このゴールによってクラヴァンはプレミアリーグで初めて得点を挙げたエストニア人となった。2017年12月にフィルジル・ファン・ダイクが加入すると出場機会が減少した。
2018年8月17日、イタリア・セリエAのカリアリ・カルチョへ2年契約で完全移籍。
2021年7月1日、メスタリリーガ・パイデ・リナメースコンドへの加入が発表された。エストニアリーグには16年ぶりの復帰。

## 個人成績

### 試合数
2017年3月28日現在
| エストニア代表 | 国際Aマッチ | 国際Aマッチ |
| 年             | 出場        | 得点        |
| -------------- | ----------- | ----------- |
| 2003           | 5           | 0           |
| 2004           | 12          | 0           |
| 2005           | 8           | 0           |
| 2006           | 6           | 1           |
| 2007           | 11          | 0           |
| 2008           | 10          | 0           |
| 2009           | 10          | 0           |
| 2010           | 4           | 0           |
| 2011           | 9           | 0           |
| 2012           | 8           | 1           |
| 2013           | 7           | 0           |
| 2014           | 9           | 1           |
| 2015           | 9           | 0           |
| 2016           | 8           | 0           |
| 2017           | 2           | 0           |
| 通算           | 118         | 3           |

## タイトル

### クラブ
フローラ
- エストニア・リーグ：2003
- エストニア・スーパーカップ：2003

ヴォレレンガ
- ノルウェー・リーグ：2005

AZ
- エールディヴィジ：2008-09